# Swinefleet
Swinefleet är en ort och civil parish i Storbritannien.   Den ligger i kommunen East Riding of Yorkshire och riksdelen England, i den sydöstra delen av landet, 250 km norr om huvudstaden London. Swinefleet ligger 5 meter över havet och antalet invånare är 787.
Terrängen runt Swinefleet är mycket platt. Runt Swinefleet är det ganska tätbefolkat, med 139 invånare per kvadratkilometer. Närmaste större samhälle är Scunthorpe, 17,2 km sydost om Swinefleet. Trakten runt Swinefleet består till största delen av jordbruksmark.